# 奥勒扎·巴德拉克

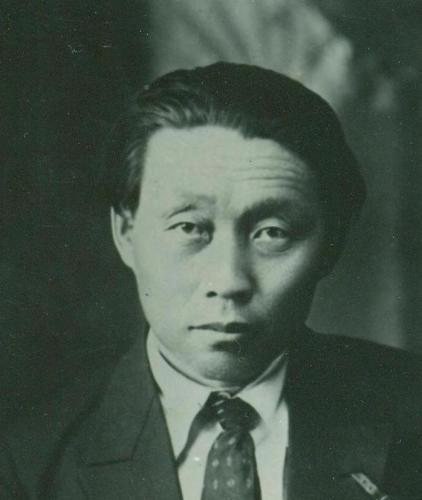
奥勒扎·巴德拉克

奥勒扎·巴德拉克（1895年—1941年7月30日），蒙古族，今蒙古国乌布苏省达布斯特地区人。蒙古政治家，1928年至1932年任蒙古人民革命党中央委员会书记。

## 生平
1924年至1925年，巴德拉克任财政部长，并任国家小呼拉尔成员。1925年3月至1932年6月，任蒙古人民革命党中央委员会主席团成员。1926年至1928年，任蒙古人民革命党中央委员会某部部长。自1928年12月11日至1932年1月30日，任蒙古人民革命党中央委员会书记。由于犯有“左倾”错误，巴德拉克于1932年被开除出蒙古人民革命党中央委员会。
从1932年7月至1934年5月，巴德拉克任卫生部部长。后于1934年被流放到苏联。1937年，巴德拉克被苏联内务人民委员会逮捕，其罪名是1929年成为科布多旗的泛蒙古起义者及喇嘛的首领，并且和卓勒宾·希耶共谋成立一个“自治杜尔伯特”（Autonomous Dörvöd）。1941年7月7日，巴德拉克被苏联最高法院军事审判庭在莫斯科宣判死刑，并于1941年7月30日被枪决。1956年12月，苏联最高法院军事审判庭为巴德拉克平反。1963年，蒙古当局为其平反。巴德拉克是于1930年代至1940年代被送往苏联接受审判的32名大清洗蒙古受害者之一，他们的详细信息于1993年被俄罗斯联邦政府公布。

## 延伸阅读
- Өлзийтийн бадрах[永久]